# Belsentes
Belsentes község Franciaország Auvergne-Rhône-Alpes régiójában, Ardèche megyében. Új községként 2019. január 1-jén jött létre Nonières és Saint-Julien-Labrousse egyesítésével. A két korábbi település delegált község státusszal az új község része lett. Lakosainak száma 542 fő (2022. január 1.).

## Népesség
| Lakosok száma | 550  | 551  | 552  | 553  | 547  | 542  |
|               | 2017 | 2018 | 2019 | 2020 | 2021 | 2022 |